# Wiżajny
Wiżajny je polská pohraniční obec poblíž polsko-ruských státních hranic a polsko-litevských státních hranic ve Východosuwalském pojezeří. Wiżajny, které se nacházejí mezi jezerem Wiżajny a jezerem Wistuń, jsou centrem Wižajnského okrsku (Gmina Wiżajny) v okrese Suwalki (Powiat suwalski) v Podleském vojvodství (województwo podlaskie).
Název obce pochází pravděpodobně z litevského slova vežys, které v češtině znamená rak.

## Pamětihodnosti
- historické domy
- dřevěná zvonice z roku
- kostel sv. Terezy (kościół parafialny pw. św. Teresy)
- hřbitovy (katolický, evangelický a židovský)

## Galerie

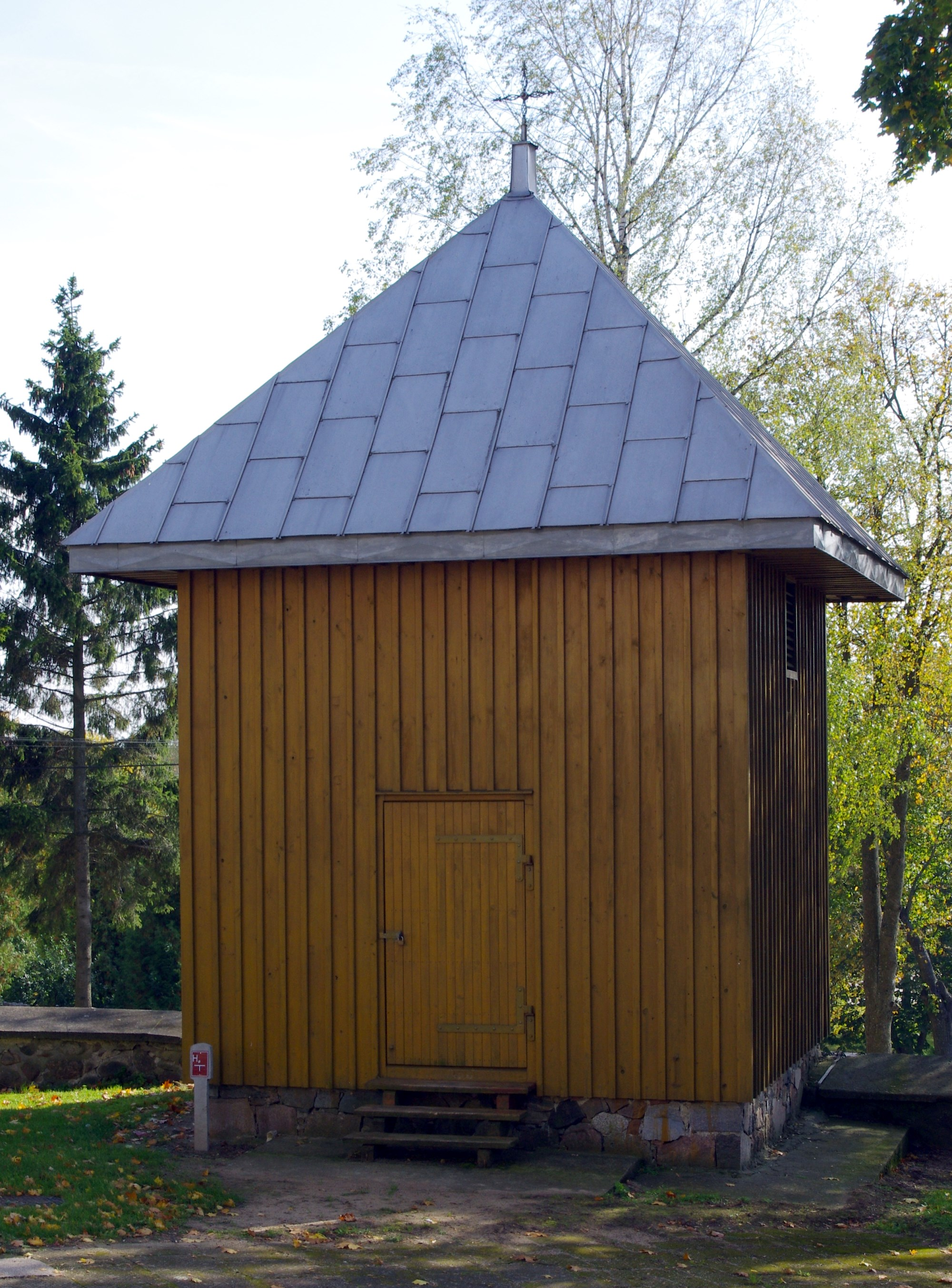
Dřevěná zvonice
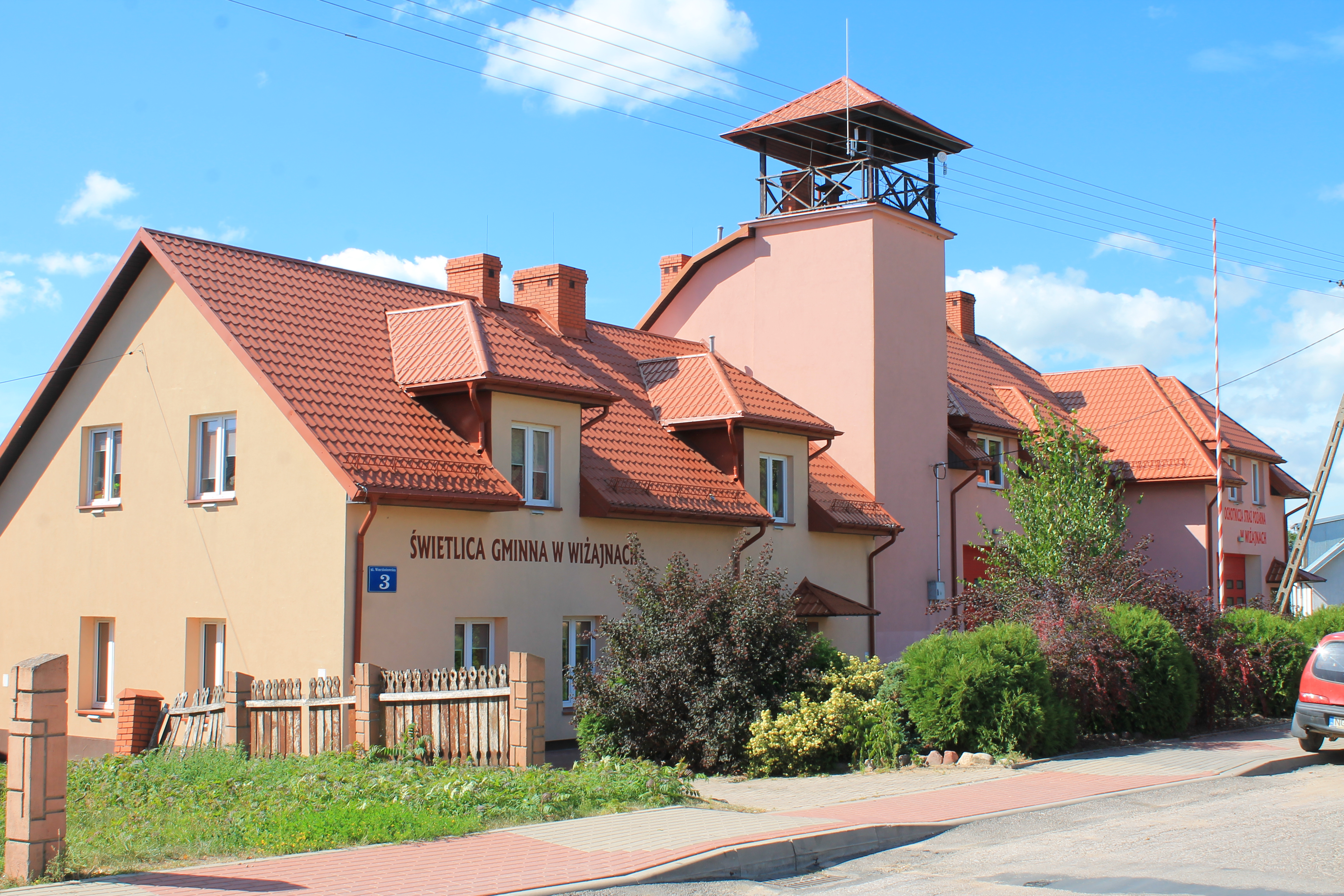
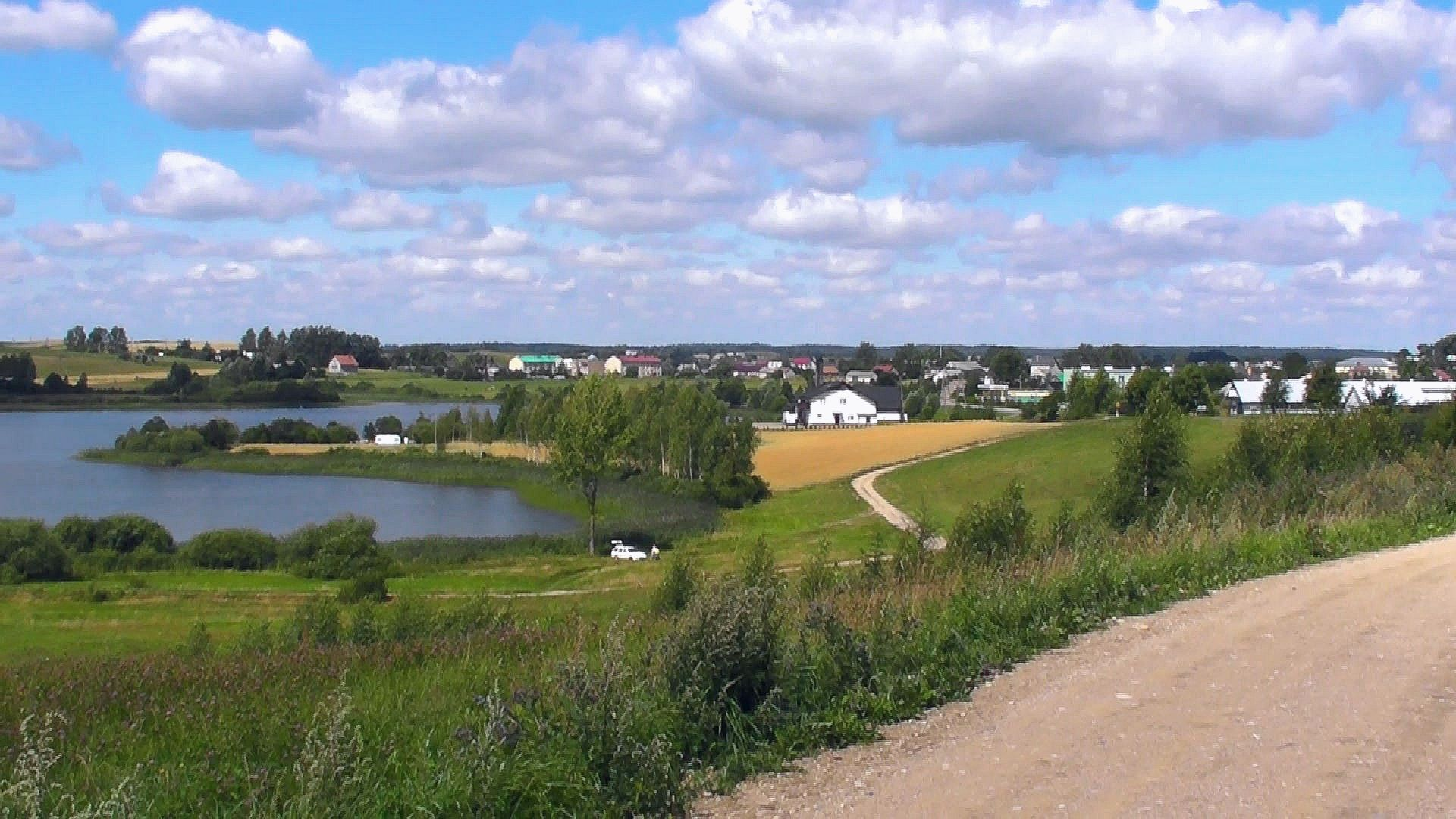

## Další informace
Do vesnice vedou také cyklostezky a turistické stezky.